# Viserny
Viserny település Franciaországban, Côte-d’Or megyében. Lakosainak száma 180 fő (2022. január 1.). Viserny Senailly, Athie, Montigny-Montfort és Villaines-les-Prévôtes községekkel határos.

## Népesség
A település népessége az elmúlt években az alábbi módon változott:
| Lakosok száma | 176  | 170  | 191  | 197  | 185  | 181  | 178  | 178  | 179  | 180  |
|               | 1968 | 1982 | 1990 | 2006 | 2013 | 2015 | 2017 | 2019 | 2020 | 2022 |